# آنا دودنی
آنا دودنی (به انگلیسی: Anna Elizabeth Dewdney)،(۲۵ دسامبر ۱۹۶۵-۳ سپتامبر ۲۰۱۶) نویسنده وتصویرگر آمریکایی کتاب کودکان‌است. اولین کتابش با نام لامالاما و پیژامه قرمز در سال ۲۰۰۵ مورد نقد قرار گرفت. دودنی کتاب‌های زیادی در مجموعه لامالاما نوشته است که همه آنها جزو فهرست کتاب‌های پرفروش نیویورک تایمز قرار دارند.
کتاب‌های او به صورت تئاتر و رقص هم اجرا شده‌اند. یک مجموعه کارتونی هم از کتاب‌هایش تهیه و در نتفلیکس پخش شده است. تعدادی از سازمان‌های غیر انتفاعی و کتابخانه کنگره از کتاب‌هایش برای جنبش سوادآموزی بهره برده‌اند.

## زندگی
دودنی در نیویورک متولد شد و دوران کودکی خود را در انگلوود، نیوجرسی سپری کرد و تا کلاس نهم در مدرسه الیزابت مورو تحصیل کرد. و دوران دبیرستان به مدرسه فیلیپ آکادمی رفت و سپس در مدرسه پاتنی در سال ۱۹۸۵ دیپلم گرفت. در سال ۱۹۸۷ دوره لیسانس خود را در رشته هنر در دانشگاه وسلین به پایان رساند. او با رید دوکان ازدواج کرد و حاصل این ازدواج دو فرزند است. دودنی در سن ۵۰ سالگی از تومور مغزی درگذشت.

## جوایز
تمامی کتاب‌های مجموعه لامالاما در لیست پرفروش‌ترین کتاب‌های نیویورک تایمز قرار دارند و بعضی از آنها در سطر اول این لیست قرار گرفته‌اند. کتاب‌های دودنس همچنین به عنوان پرفروش‌ترین کتاب‌ها در لیست پابلیشرز ویکلی قرار دارند. کتاب لامالاما در سال ۲۰۱۱ در برنامه جامپستارت (jumpstart) قرار گرفت و رکورد پرخواننده‌ترین کتاب را در یک روز در سراسر دنیا کسب کرد. 